# Johann von Thys

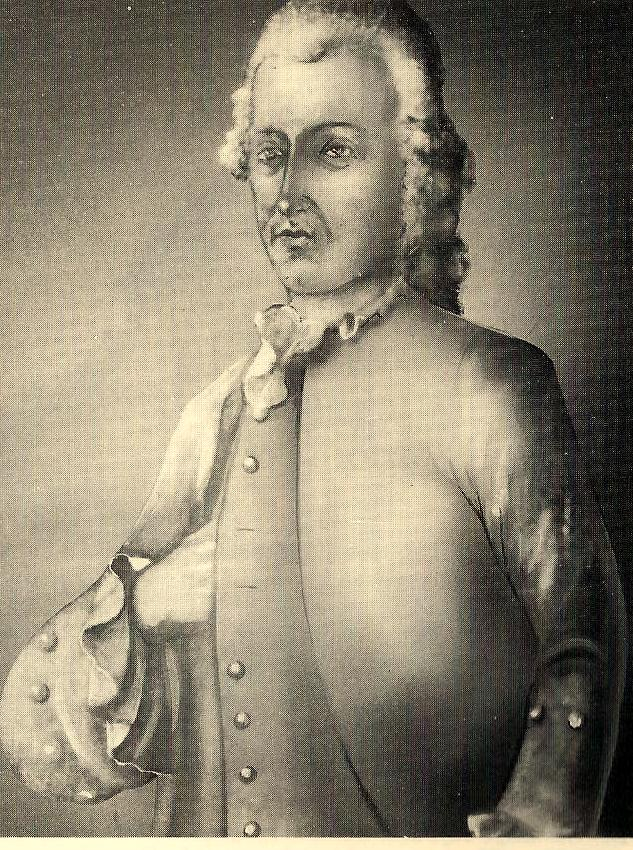
Johann von Thys

Johann Reiner „Jan“ von Thys (* 25. September 1715 in Eupen; † September 1773 in Klagenfurt am Wörthersee) war ein Handelsherr und Tuchfabrikant aus den damaligen Österreichischen Niederlanden, der 1762 die K.k. Feintuchfabrik Thys in der Kärntener Landeshauptstadt Klagenfurt als Erste dieser Art in Österreich gründete. Darüber hinaus war Thys ein kompetenter Berater in landwirtschaftlichen Fragen und wurde für seine Verdienste in den kostenlosen Adelsstand erhoben.

## Leben und Wirken

### Eupener Zeit
Johann Thys war das vierte von sieben Kindern des Eupener Kaufmanns und mehrmals zum Bürgermeister gewählten Reiner Franz Thys († 1746) und der Anna Margaretha Klebanck († 1749). Über seine ersten dreißig Lebensjahre gibt es keine Aufzeichnungen, aber er wird wohl entsprechend der Familientradition eine kaufmännische Ausbildung durchlaufen haben. Erstmals wird Johann Thys 1744 urkundlich erwähnt, als er im Rahmen einer Testamentsvollstreckung die Auflösung einer Brauerei mit Hof und Garten des verstorbenen Matthias Juncker aus Eupen abwickelte. Am 15. Mai 1748 heiratete er in Lüttich Catharina Theresia Coletta Willems, Tochter des Bankiers Michael Willems und der Maria Margerita de Hayme de Bomal, den Erbauern und Besitzern des Palais d’Ansembourg in Lüttich. Da Johanns Schwiegervater Michael zugleich auch als Bruder von Nicolaus Willems, dem zweiten Mann von Johanns Mutter Anna Margaretha Klebanck, sein Stiefonkel und Catarina demnach seine „Stief-Cousine“ war, musste er für die Heirat beim Heiligen Stuhl um Dispens bitten, der schließlich genehmigt wurde. Aus dieser Ehe entstanden acht Kinder, drei Söhne und fünf Töchter, allesamt in Eupen geboren und getauft. Seine Tochter Maria Elisabeth Franziska (* 1760) heiratete 1785 den aus Salzburg stammenden Ignaz Joachim von Hagenauer (1749–1824), Freimaurer, Handelsherr und Gründer der „Assicuratori Marittimi“ in Triest.
Um 1750 war Thys mittlerweile ein vermögender und einflussreicher Mann in Eupen. Ihm gehörten unter anderem ein Haus in der Gospertstraße, ein Grundstück mit einer Färberei im Bereich der Heggenstraße, Teiche nahe dem Buschbergerweg in Kettenis, sowie wasserreiches Gelände in der Ketteniser Talstraße. Letzteres überließ er seinem Schwager und Ehemann seiner Schwester Maria Elisabeth (* 1723), dem Eupener Bürgermeister und Tuchhändler Renier-François Grand Ry (Reiner Franziscus Grandri) (1716–1777), der dort zwischen 1754 und 1757 seinen neuen Landsitz Schloss Thal mit angrenzender Färberei erbauen ließ, an dem sich Johann Thys ebenfalls finanziell beteiligte.
Neben seinen beruflichen Verpflichtungen engagierte sich Thys maßgeblich in der Lokalpolitik. Jeweils 1750 und 1754 wird er als Bürgermeister der Stadt Eupen genannt, war Deputierter des Dritten Standes sowie elf Jahre lang „Perpetuierlicher Delegierter“ für das Kommerzwesen.

### Feintuchfabrikant in Klagenfurt

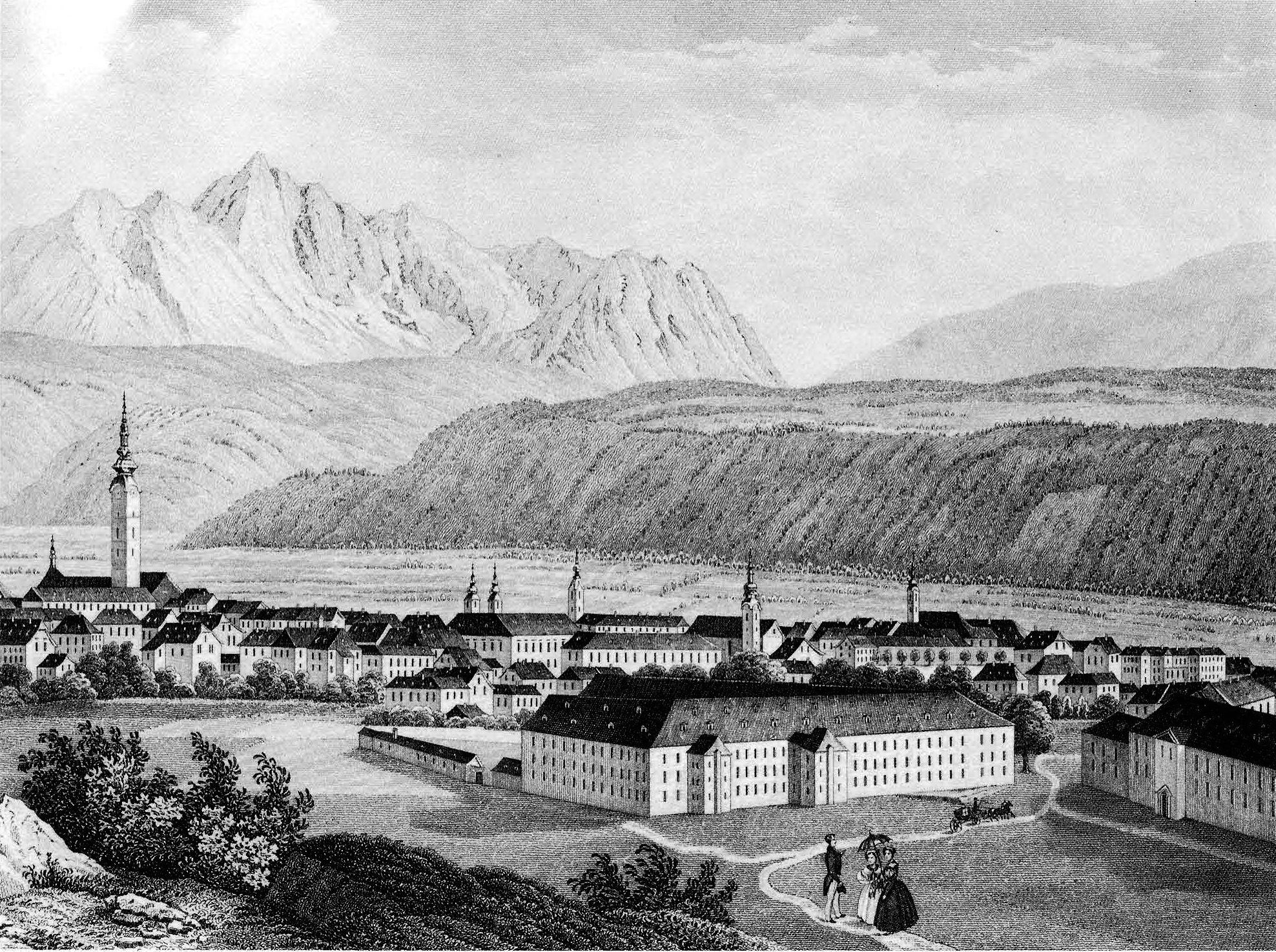
Kupferstich der Stadt Klagenfurt von etwa 1770 mit Militärwaisenhaus im Vordergrund und Feintuchfabrik rechts im Bild halb sichtbar

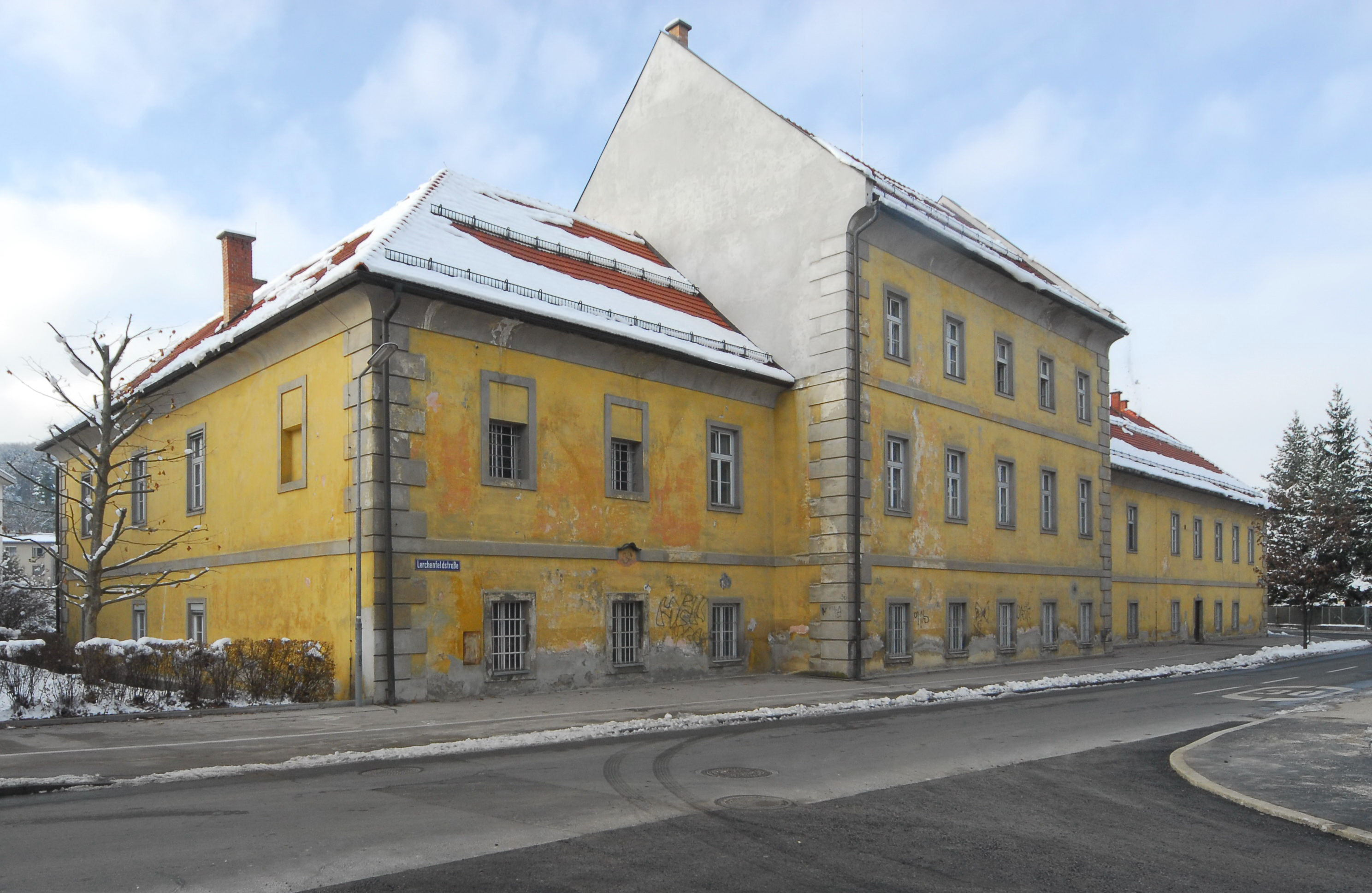
Hauptgebäude der K.k. Feintuchfabrik, später Militärkrankenhaus

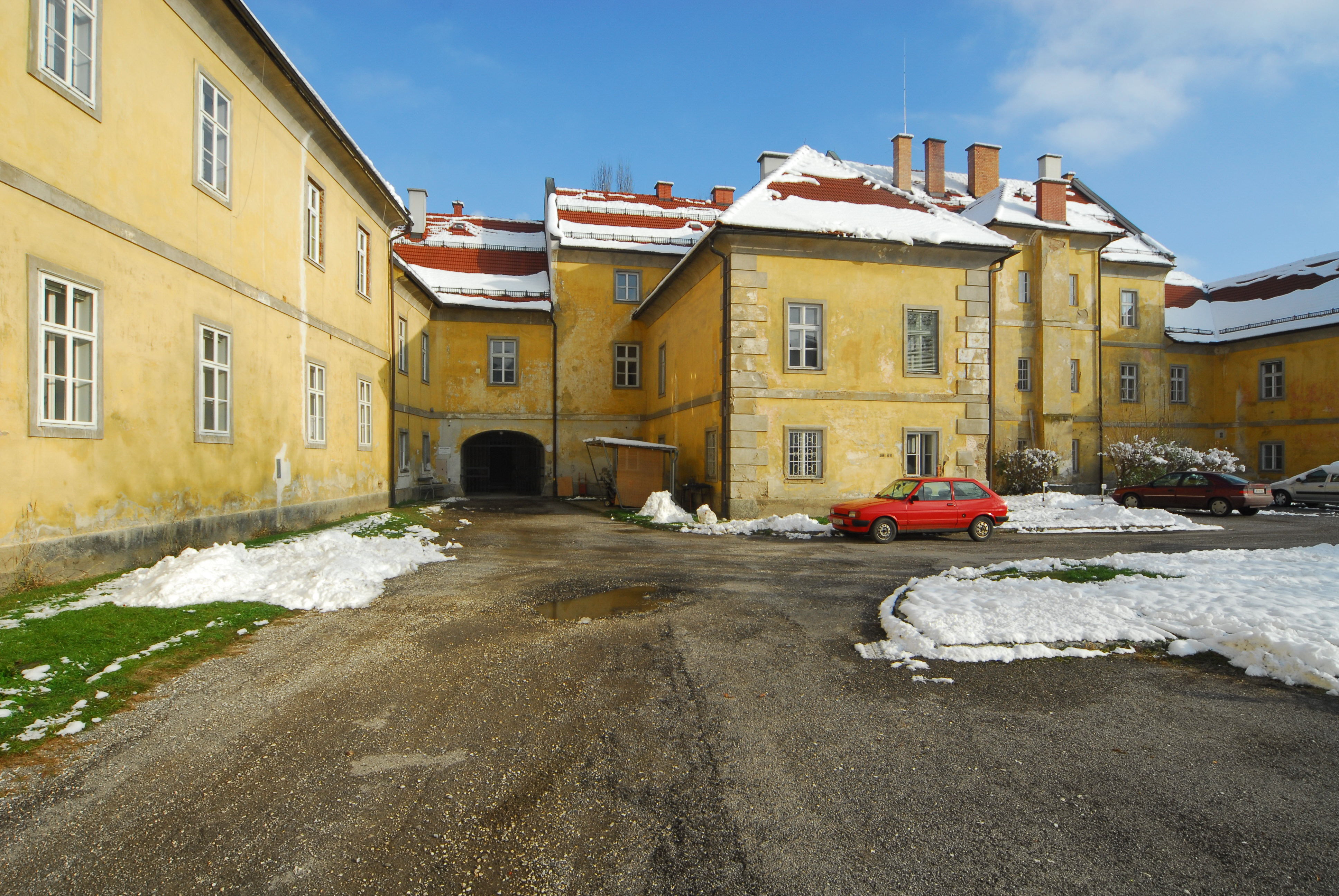
Gebäudetrakt der Feintuchfabrik, später Teil des Militärkrankenhaus

Beruflich bedingt begab sich Thys auf zahlreiche Geschäftsreisen und lernte dabei einflussreiche Personen kennen, unter anderem Gerard van Swieten, den Leibarzt der österreichischen Kaiserin Maria Theresia. Diese Bekanntschaft wurde ihm zum Vorteil, als er sich auf das Angebot der Kaiserin zur Gründung neuer Fabriken in Österreich bewarb. Sowohl bei seiner Antragstellung beim habsburgischen Gesandten in Brüssel, Johann Karl Philipp Graf Cobenzl, als auch bei der Vorstellung bei der Kaiserin selbst setzte sich van Swieten maßgeblich für die Pläne von Thys zur Einrichtung einer Feintuchfabrik ein. Kaiserin Maria Theresia genehmigte am 1. April 1762 den Antrag, förderte diesen mit einem Vorschuss von 100.000 Gulden, erlaubte Thys, den Standort seiner Fabrik selbst zu bestimmen und stattete ihn mit zahlreichen Privilegien aus. Zugleich ernannte sie Thys zum wirklichen Kommerzialrat und genehmigte seiner Fabrik, die Staatliche Auszeichnung „k.k. Feintuchmanufaktur“ sowie den kaiserlichen Adler im Firmenemblem zu führen.
Johann Thys wählte wegen der relativen Nähe zum Hafen von Triest die Stadt Klagenfurt am Wörthersee in Kärnten als Standort aus, insgesamt dauerte es aber noch bis zum 13. November 1762, um einen ersten Teil der „K.k. Feintuchfabrik Thys“ eröffnen zu können. Zunächst musste er noch seine Eupener Geschäfte und Ämter abwickeln und zugleich gab es in Klagenfurt Probleme bei der Grundstücksübernahme, weil ein dortiger Mieter das vorgesehene Areal am Fluss Glan nicht räumen wollte und die Kaiserin selbst deshalb intervenieren musste. Thys nahm schließlich seine Produktion mit 47 Mitarbeitern auf, davon neun Meister, die er aus den habsburgischen Niederlanden rekrutiert hatte und die einen Monat zuvor mit ihren eigenen Spinnrädern und Gerätschaften angereist waren. Rasch plante Thys den Ausbau des Betriebes und ließ im Herbst 1763 unter Einbeziehung eigener Finanzmittel in Höhe von 120.000 Gulden eine weitere Fabrikhalle nebst Walkmühle und Färberei, sowie 1764 eine Seifensiederei und Appretur errichten. Mit seinen nunmehr 297 Mitarbeitern, darunter 38 Tuchmachern aus seiner Heimat war es sein Ziel, mit seinem Tuch nicht nur den inländischen Markt zu versorgen, sondern vor allem Exportmärkte in Osteuropa erschließen.
Die Produktion lief jetzt auf vollen Touren und Thys benötigte dringend noch angeschlossene Wollspinnereien für den Nachschub an Garnen. Dafür ließ er 1763 zunächst eine erste Spinnschule errichten sowie zwischen bis 1768 mit behördlicher Genehmigung zwei Waisenhäuser aus Graz und Völkermarkt nach Klagenfurt verlegen sowie wenige Monate später in unmittelbarer Nachbarschaft noch ein Militärwaisenhaus einrichten. Thys wurde daraufhin zum kaiserlichen Beauftragten für das Spinnschulwesen bestellt und erhielt die Leitung der angeschlossenen Waisenhäuser. Damit arbeiteten 1768 für Thys unter extrem inhumanen Bedingungen rund 90 Kinder aus dem Klagenfurter Waisenhaus, ein Großteil der 500 Kinder aus dem Militärwaisenhaus, rund 60 Kinder aus Waisenhäusern der benachbarten Ortschaften sowie rund 50 Personen aus dem Armenhaus, dem Arbeitshaus und dem Zuchthaus von Klagenfurt und weitere rund 50 Arbeiter aus anderen Spinnschulen.
Unter den prekären Verhältnissen in der „K.k. Feintuchfabrik“, wie sie in zahlreichen Betrieben jener Zeit üblich war, hatten vor allem die Kinder zu leiden: 14 Arbeitsstunden an allen Tagen der Woche in zugigen und kalten Spinnsälen waren die Normalität. Sie schliefen zu zweit oder gar zu dritt in einem Bett, waren schlecht bis mangelhaft bekleidet und hatten nur begrenzte Möglichkeiten zur Körperpflege. Viele von ihnen waren unterernährt, erkrankten an Krätze und anderen Hauterkrankungen sowie an Bronchien- und Lungenkrankheiten, was ein Großteil der Kinder nicht überlebte. Außerdem wurde ihnen der Zugang zu Regenerationszeiten, Bildungsmöglichkeiten und Gottesdienstbesuchen sowie zu sozialen Kontakten verweigert.
Thys war nun zu einem der bedeutendsten Männer in Kärnten geworden und befand sich auf dem Höhepunkt seines Schaffens. Mit seinen 42 Webstühlen war er kaum in der Lage, die Nachfrage aus den Habsburgischen Erblanden nachzukommen. Händler in Wien, Prag und anderen Handelsstätten bestätigten, dass seine Tuche mit zu den Besten gehörten. Die Landstände verfolgten seine Bemühungen mit Interesse und verliehen ihm schon 1765 die Landstandschaft. Für seine Verdienste um die Förderung des Kommerzwesens in Kärnten wurde Thys am 20. April 1765 in den Adelsstand erhoben und im 20. Jahrhundert eine Straße in Klagenfurt nach ihm benannt.
Nach Johanns von Thys Tod im September 1773 übernahm sein ältester Sohn Reiner Franz (* 1750) das florierende Unternehmen, welches zunehmend in Schwierigkeiten geriet, nachdem zum einen Subventionen und Zusagen seitens des Staates schrittweise zurückgenommen wurden und zum anderen die Koalitionskriege mit Frankreich den Absatz an Tuchen endgültig einbrechen ließen. Schließlich war Reiner von Thys gezwungen, die „K.k. Feintuchfabrik“ um das Jahr 1800 aufzulösen. Das Militär erhielt 1815 das Hauptgebäude und rüstete es zu einem Militärkrankenhaus um. Bereits zuvor hatte das Bundesheer das in den 1780er-Jahren geschlossene und zwischenzeitlich in eine Zigarrenfabrik umgewandelte Militärwaisenhaus übernommen und als Waisenhauskaserne weitergeführt, die ihrerseits 2009 aufgelöst und 2013 in Teilen abgerissen und als Wohnblock neu aufgebaut wurde.

### Landwirtschaftliches Engagement
Neben seiner Tätigkeit als Tuchfabrikant setzte sich Johann von Thys maßgeblich für die Förderung der Kärntner Landwirtschaft ein. Im Jahr 1764 regte Kaiserin Maria Theresia an, dass in den habsburgischen Erblanden so genannte Ackerbaugesellschaften gegründet werden sollten, um den landwirtschaftlichen Eigenanbau zu fördern und vom Import unabhängiger zu werden. Von dieser Idee fasziniert, gründete Thys zusammen mit 23 weiteren Herren am 1. Oktober 1764 die „Kärntner Ackerbaugesellschaft“, die sich der Verbesserung des Ackerbaus und der Förderung der Künste widmete und die Thys zum Kanzler der Gesellschaft ernannte. Am 8. April 1765 erklärte Maria Theresia diese elitäre Vereinigung als Vorbild für alle weiteren Ackerbaugesellschaften der Österreichisch-Ungarischen Erblande und bescheinigte ihr eine zentrale Unterstützung in Angelegenheiten der praktischen Landwirtschaftsförderung. Auf kaiserlichen Wunsch hin stand Thys auch als „Pate“ bei der Gründung der „Steirischen Ackerbaugesellschaft“ zur Verfügung.
Thys erwies sich als äußerst aktives und ideenreiches Mitglied der Kärntner Ackerbaugesellschaft. Er baute auf seinen Versuchsfeldern Mais an, modernisierte die Käseherstellung, förderte unter anderem den Anbau von Flachs, Maulbeerbäumen, Anis Fenchel, Zwiebeln und Knoblauch, brachte die Kartoffel nach Kärnten, was im Protokoll über die Landvermessung in den 1820er Jahren eigens erwähnt wird, und propagierte als Futtermittel den Luzerner Klee. Ferner wies er darauf hin, wie man „lebende Zäune“ aus Bäumen und Sträuchern wie beispielsweise Weißdorn, Berberitze, Haselnuss oder Erle einsetzen kann. Ab 1770 musste sich die Kärntner Ackerbaugesellschaft der von Zinzendorf eingeführten „freien Marktwirtschaft“ fügen, konnte aber im Gegensatz zu vielen anderen landwirtschaftlichen Gesellschaften und zur Feintuchfabrik von Thys in dieser Form bis 1848 überleben.